# Виртономика
«Виртономика» — серия многопользовательских экономических онлайн-игр. Глобальный бизнес-симулятор. Может использоваться как для развлечения, так и для обучения основам менеджмента и предпринимательства.
- «Virtonomics Tycoon» — собственно Виртономика, пошаговая экономическая стратегия
- «Virtonomics Entrepreneur» — обучающий бизнес-тренажёр и деловая игра для предпринимателей и стартапов.
- «Virtonomics Business War» — развлекательная экономическая онлайн игра на стыке бизнес-симулятора и игры жанра «Мафия» с элементами PvP.

## Описание игры
Игроку предоставляется возможность основать собственную компанию. Основной сюжет игры — построение успешного бизнеса, выживание и победа в конкурентной борьбе. Для этого можно заниматься торговлей, производством, научными исследованиями, добычей природных ресурсов, сельским хозяйством, управлять персоналом, финансами, маркетингом, логистикой и другими бизнес-процессами.
Игра ведётся на виртуальные денежные средства, стартовую сумму которых каждый участник получает при регистрации. Эти средства используются для строительства предприятий, оплаты расходов, инвестиций. Торговый оборот идёт как с другими игроками, так и с программными «предприятиями». Конечным потребителем является виртуальное «население», которое формирует изменяющийся спрос.
В игре более 20 отраслей, более 200 видов товаров, список которых постепенно расширяется. Разные страны и города имеют свою специфику в большом количестве показателей, например, налогообложении, уровне образования, средней зарплаты, характере добывающей промышленности.
Хотя в игре могут принимать участие люди, не имеющие глубоких экономических знаний и специальной подготовки, могут потребоваться некоторые усилия от пользователя, желающего разобраться во всех возможностях и тонкостях игры.

## Особенности Виртономики
- Виртономика — это своего рода матрица, эмулирующая основные принципы, правила, процессы и механизмы функционирования любого бизнеса и конкурентного окружения. Игроки сами устанавливают свои цели в игре, сами определяют стратегию и тактику развития своего виртуального бизнеса.
- Основное число взаимодействий и транзакций игрок совершает не с компьютерной моделью, а с другими игроками, что приближает симуляцию к условиям реальной жизни. Это способствует развитию коммуникативных качеств игрока и умению анализировать и прогнозировать поведение «толпы».
- Игра является бессрочной и не ориентирована на некую конечную цель. Игровая механика построена таким образом, что позволяет игроку самому определять цель развития своего виртуального бизнеса и самому определять стратегию и тактику её достижения.
- Игра пошаговая, пересчёт игровой ситуации происходит 1 раз в сутки. В марте 2014 года появился «Тренировочный режим» пересчётом 1 раз в час. Пользователь может поиграть в течение 3-х дней в таком режиме. Это даёт возможность быстрее ознакомиться с основными возможностями игры. Также данный экспресс-режим используют консультанты и бизнес-тренеры для проведения тренингов.
- В игре регулярно появляются новые функции. Например, в 2013 году в Виртономике появилась возможность создавать политические партии, участвовать в выборах на разных уровнях вертикали власти.
- В 2014 году появились возможности специально для бизнес-тренеров[3] и бизнес-школ, позволяющий создавать учебные группы и управлять ими. Тренерский аккаунт предоставляет возможность создавать собственные сценарии деловых игр и проводить эти игры с неограниченным числом пользователей.

## История развития игры
Прототип Виртономики под названием Money $ Mania был создан в 2003 году. Несмотря на то, что идея такой игры носилась в воздухе, экономическая онлайн-игра такого масштаба на тот момент была единственной в мире. Некоторые из игровых концепций были позаимствованы из известного экономического симулятора Capitalism, но в целом концепция игры была оригинальной.
Главным достоинством нового экономического симулятора было то, что реальность экономических процессов (при всей условности моделей) обеспечивало то, что экономическое пространство формировалось реальными людьми — множеством игроков — что позволяло воссоздавать экономические процессы, очень похожие на реальные. Через 3 года на базе Money $ Mania была создана Виртономика.
В 2009 году число пользователей превысило полмиллиона. На начало 2011 года в Виртономике зарегистрировано более 750 000 пользователей. По данным на август 2012 года, в игре зарегистрировано более 885 000 пользователей.
Игра переведена на русский, украинский, английский, португальский, французский, испанский и немецкий языки. В 2009 году было открыто 3 новых сервера, два из которых предназначены для иностранных игроков (под названием Virtonomics).
В 2015 году на базе Виртономики её разработчики на отдельном сайте simformer.com начали предлагать обучающую среду как для корпоративного, так и для университетского обучения по бизнес-дисциплинам.
В ноябре 2017 года объявлено о проведении ICO криптовалюты «VICoin» на базе смарт-контрактов Ethereum.

### Монетизация
Virtonomics Tycoon и Virtonomics Business War имеют типичную для большинства онлайн игр бизнес модель Free-to-play, при которой основной игровой функционал является бесплатным, но возможно купить за деньги дополнительные игровые сервисы ускоряющие или упрощающие игровой процесс.
Virtonomics Entrepreneur работает по модели Subscription, характерной для обучающих сервисов, предполагающей платную подписку за определённый период и отсутствие возможности покупки игровых преимуществ.
Также Виртономика участвует в совместных акциях с крупными (реальными) компаниями: Банк Русский Стандарт, Билайн, ABBYY.

### Награды
Журнал Навигатор игрового мира назвал игру лучшей браузерной игрой 2007 года.. Виртономика входит в Топ-50 онлайн-игр по версии «Частного корреспондента» по состоянию на 2008 год и ТОП-3 лучших обучающих бизнес игр в мире по версии издания RankRed.